# Uunartoq Qeqertaq
Uunartoq Qeqertaq (på engelsk også kendt som Warming Island) er en ø ud for Grønlands kyst ca. 650 km. nord for polarcirklen. Området var anset for at være den yderste del af en til dels isdækket halvø. Den sidste is bortsmeltede i sommeren 2005, hvorved den amerikanske forsker og grønlandsekspert Dennis Schmitt opdagede, at landfæstningen alene havde været is. Han gav øen dens eskimoiske navn